# Anstruther
Anstruther (Enster auf Scots, Eanstar auf Gälisch) ist ein Ort mit 3446 Einwohnern in der schottischen Council Area Fife. Anstruther besteht aus den Teilen Anstruther Easter, Anstruther Wester und Kilrenny. Ost- und Westteil sind durch den Bach Dreel Burn getrennt. Außerdem gehört das östlich gelegene Dorf Cellardyke zum Ort. Anstruther liegt etwa 15 Kilometer südöstlich von St Andrews und ist die größte Gemeinde in der East Neuk, der Nordküste des Firth of Forth. Es wird angenommen, dass Anstruther eine lange Geschichte hat. Archäologische Untersuchungen und andere Hinweise deuten auf Verbindungen zu den Pikten und der frühen christlichen Kirche hin.

Ursprünglich ein Fischerdorf und noch heute Standort des Scottish Fisheries Museum stellt der Tourismus heute den wichtigsten Wirtschaftszweig dar. So liegen viele Sportboote im Hafen, es ist ein Golfplatz vorhanden und ein Erholungszentrum geplant.

Fischerei- und Jachthafen Anstruther
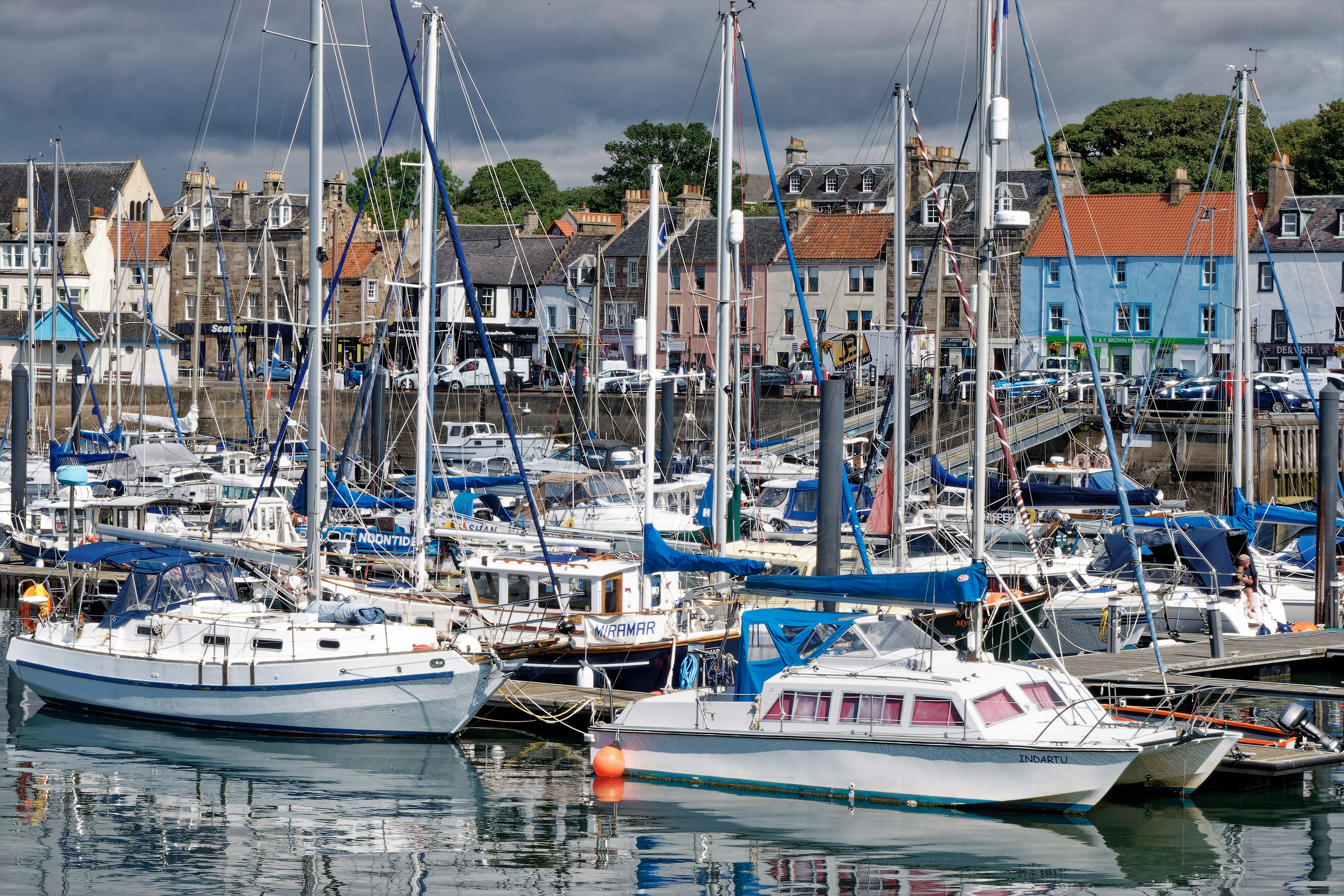
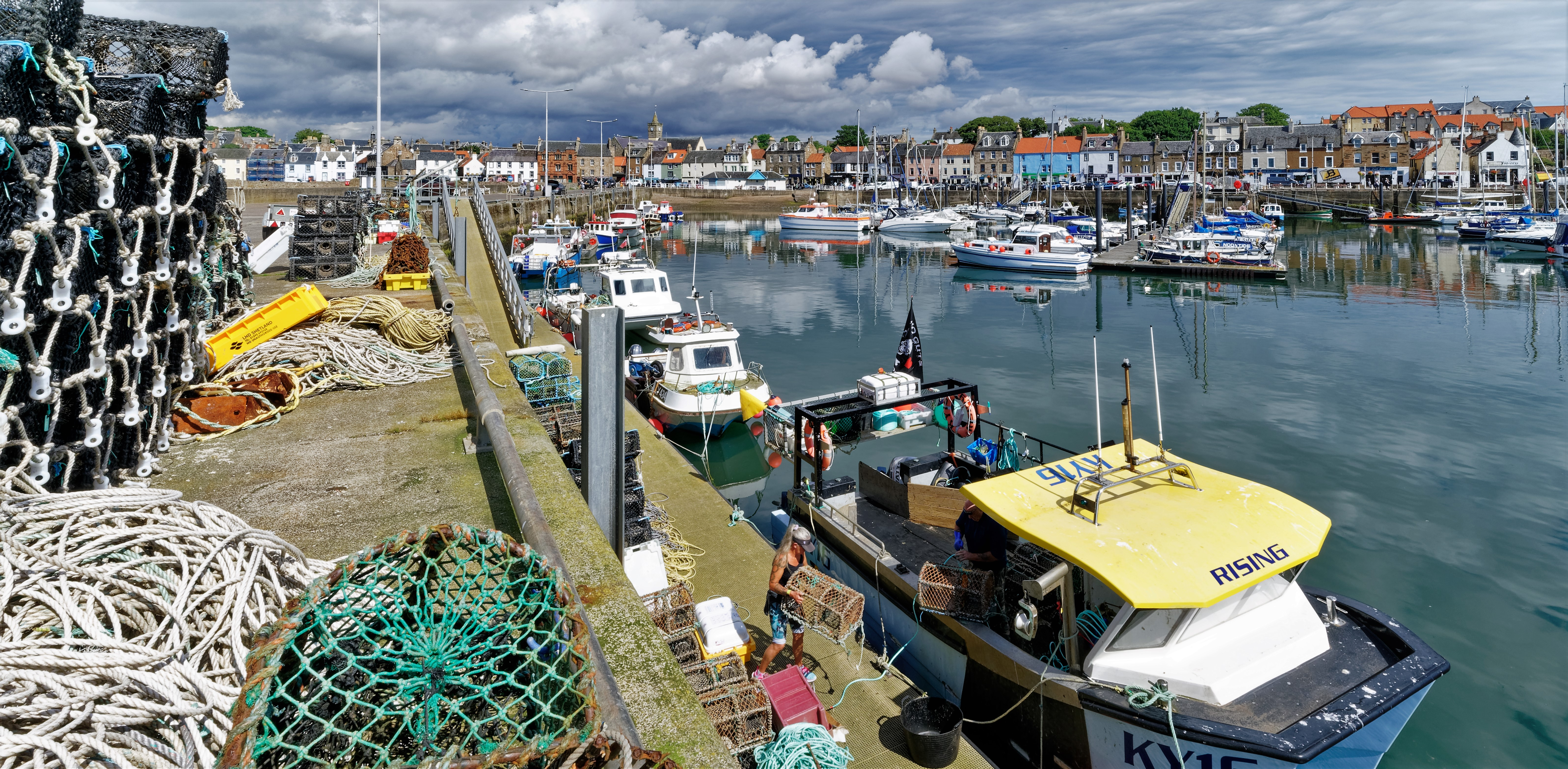
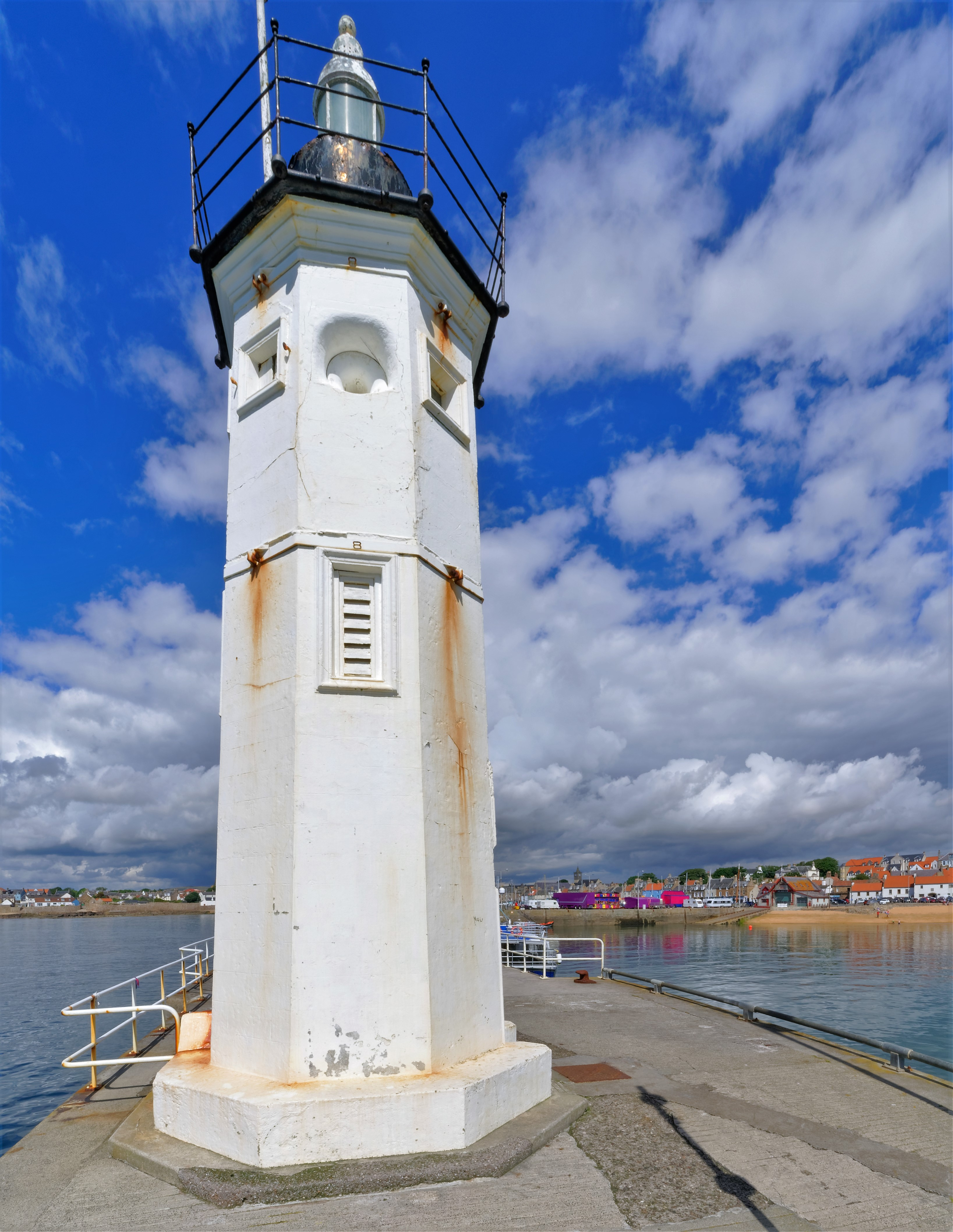
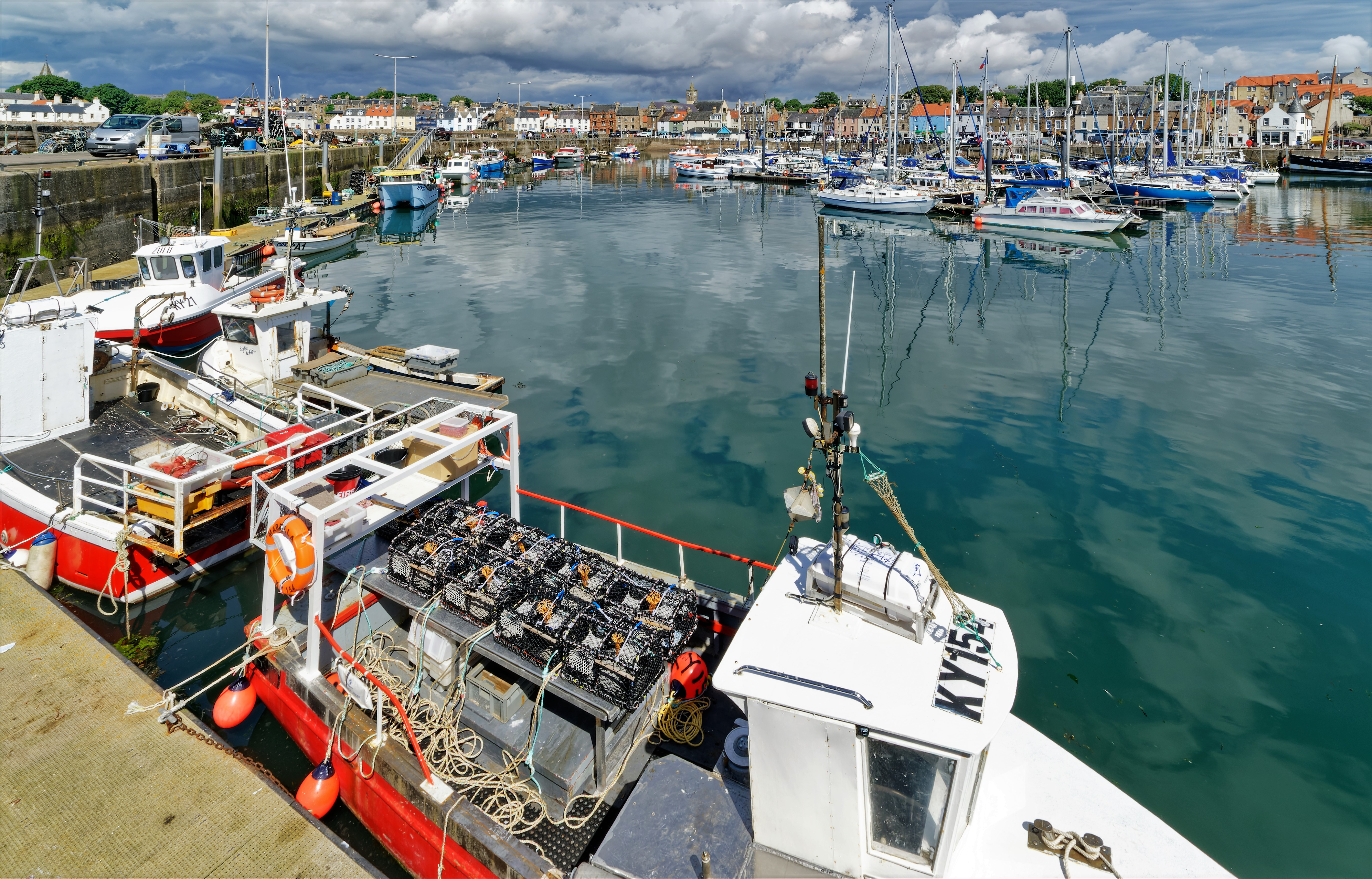
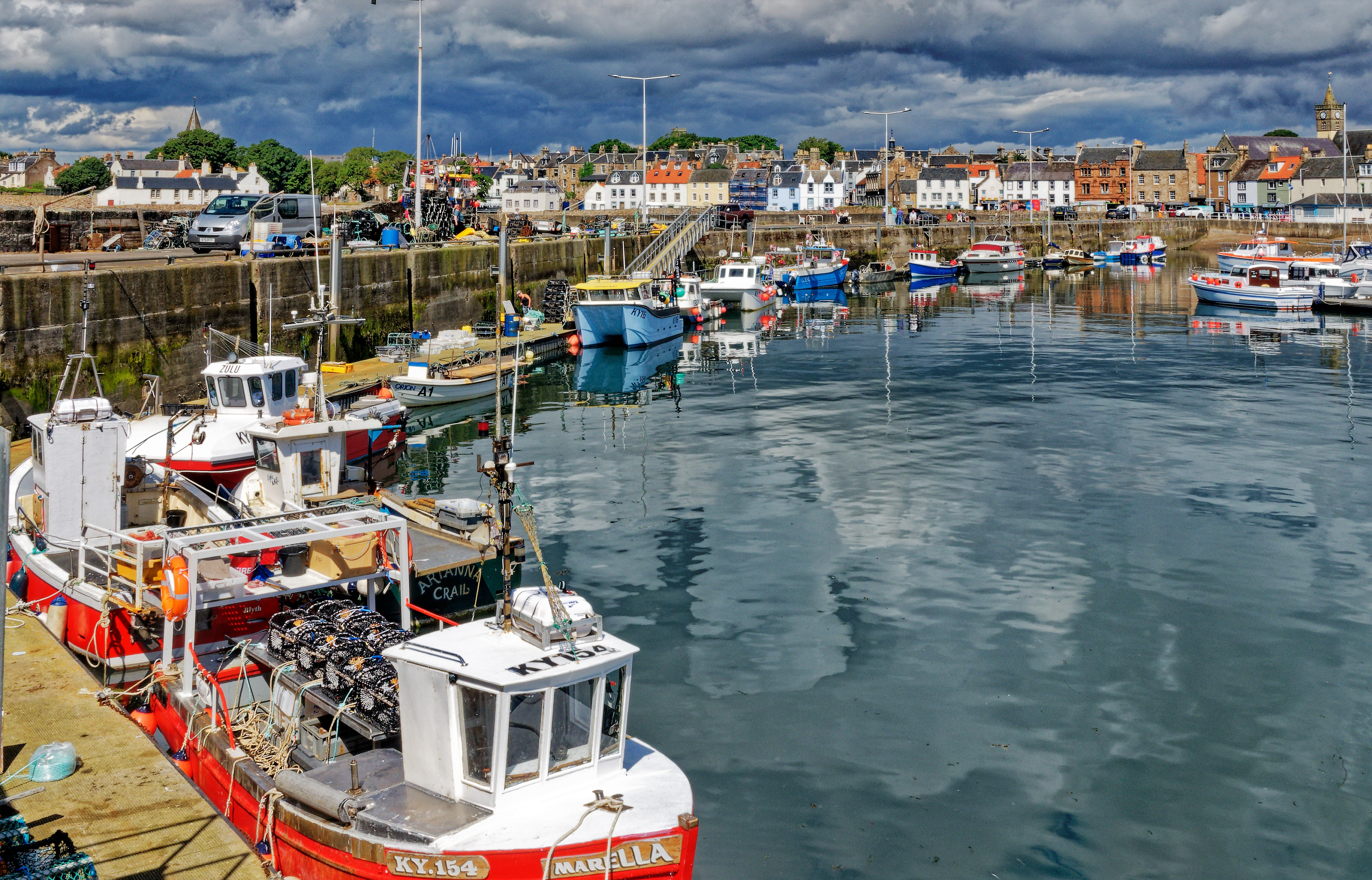
Hafen und Uferpromenade von Anstruther.

## Persönlichkeiten
- Thomas Chalmers (1780–1847), Schriftsteller und der Begründer der Freien Kirche Schottlands